# (35042) 1981 EO36
(35042) 1981 EO36 es un asteroide perteneciente al cinturón de asteroides, descubierto el 7 de marzo de 1981 por Schelte John Bus desde el Observatorio de Siding Spring, Nueva Gales del Sur, Australia.

## Designación y nombre
Designado provisionalmente como 1981 EO36.

## Características orbitales
1981 EO36 está situado a una distancia media del Sol de 2,435 ua, pudiendo alejarse hasta 2,962 ua y acercarse hasta 1,908 ua. Su excentricidad es 0,216 y la inclinación orbital 8,223 grados. Emplea 1387,90 días en completar una órbita alrededor del Sol.

## Características físicas
La magnitud absoluta de 1981 EO36 es 16,2. Tiene 3,706 km de diámetro y su albedo se estima en 0,056. 